# Сярм'яжка
Сярм'яжка — річка у Стовбцівському районі, Мінська область, Білорусь. Права притока Сули (басейн Німану).

## Опис
Довжина річки 13 км, похил річки 2 м/км, площа басейну водозбору 93 км². Формується притокою, безіменними струмками та загатами. Річище від витоку протягом 10,6 км каналізоване.

## Розташування
Бере початок за 1 км на сході від села Біломоше. Тече переважно на південний схід і за 1 км на північній стороні від села Найденовичі впадає у річку Сулу, праву притоку Німану.
Основна притока — Луб'янка (ліва).